# دوغ هارفي (لاعب كرة قاعدة)
دوغ هارفي (بالإنجليزية: Doug Harvey)‏ (و. 1930 – 2018 م) هو لاعب كرة قاعدة، وحكم كرة قاعدة ‏ أمريكي، ولد في سوث غيت، لوس أنجليس، كاليفورنيا، توفي في فيساليا، كاليفورنيا، عن عمر يناهز 88 عاماً، بسبب سرطان المريء.

## التعليم
تعلم في جامعة سان دييغو الحكومية
.

## روابط خارجية
- دوغ هارفي على موقع قاعة مشاهير كرة القاعدة (الإنجليزية)